# St. Johannes der Täufer (Haslach)

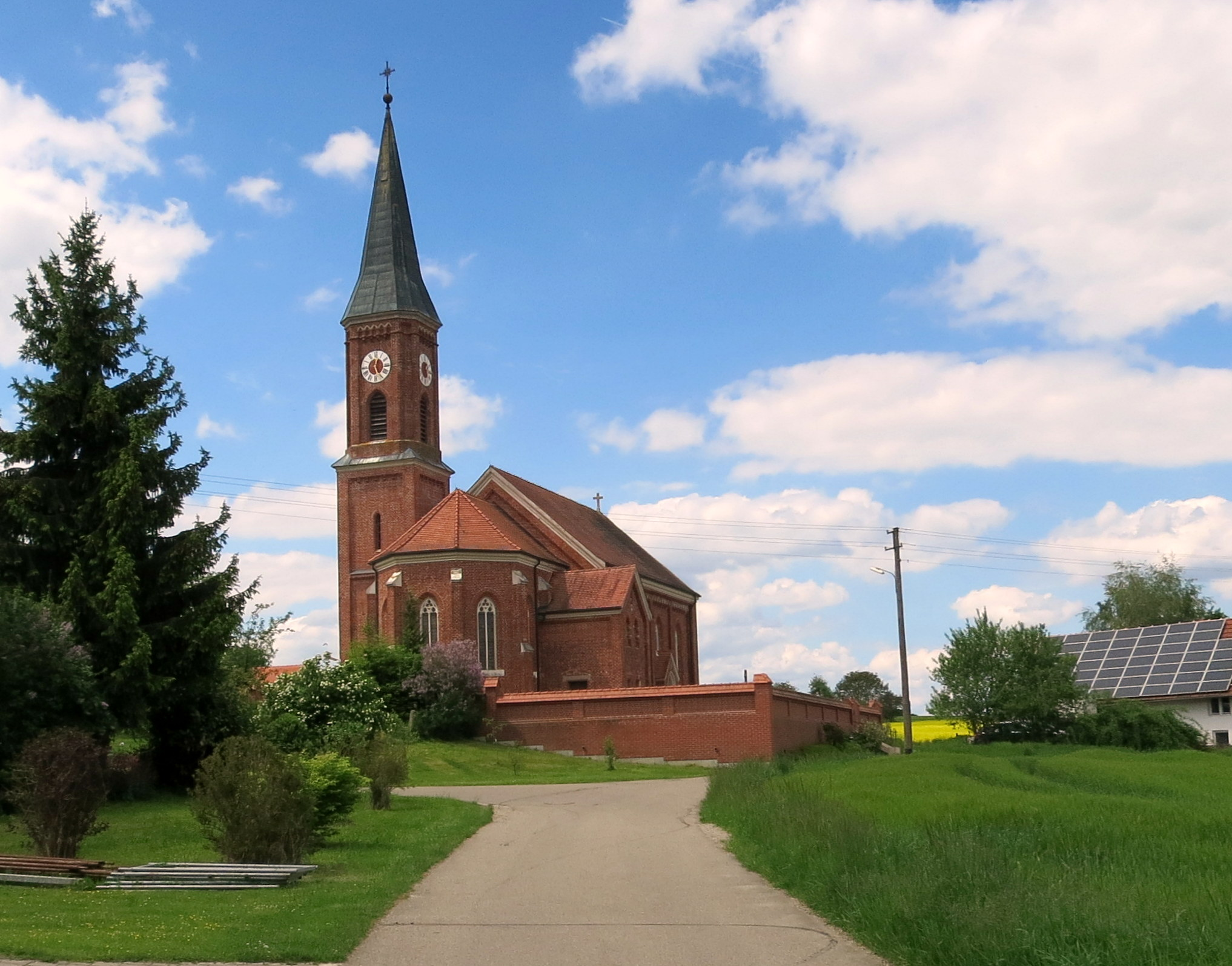
Die neugotische Kirche in Haslach von 1875, Ostansicht

Die römisch-katholische Filialkirche St. Johannes der Täufer in Haslach, einem Ortsteil der Gemeinde Au in der Hallertau im oberbayerischen Landkreis Freising, wurde 1875 als neugotischer Rohziegelbau errichtet und 1879 geweiht. Sie ist ein geschütztes Baudenkmal des Bayerischen Landesamtes für Denkmalpflege mit der Aktennummer D-1-78-116-28.

## Geschichte
Die Kirche in Haslach wurde 1590 das erste Mal urkundlich in einem Visitationsprotokoll genannt. Aus früheren Protokollen geht hervor, dass die Pfarrei Rudelzhausen sieben „Zuekirchen“ besessen hat, darunter wohl auch die Filialkirche von Haslach, die ja bis 1967 zu dieser Pfarrei gehörte. Als die Eigenständigkeit der Gemeinde aufgelöst wurde, erfolgte auf Wunsch der Bürger auch die Umpfarrung in die Pfarrei Au in der Hallertau.

## Bauwerk
Die Kirche ist ein Neubau von 1875, der erforderlich geworden war, weil die alte Kirche zu feucht und räumlich zu beschränkt war. Da die Kirchenstiftung sehr viel Vermögen besaß, konnte sie die gesamten Kosten aus Eigenmitteln aufbringen. 1875 erfolgte die Grundsteinlegung mit Baumeister Karl Stopfer aus Rottenburg an der Laaber. Zweieinhalb Jahre später konnte schon eine Benediktion erfolgen, die eigentliche Konsekration erfolgte am 12. Mai 1879 durch den Regensburger Bischof Ignatius von Senestrey.
Die 1937 erfolgte Tünchung der Kirche mit einer hochroten Farbe und die grell weiße Fassung der Fensterlaibungen wurden erst im Jahr 1977 mit der Außenrenovierung rückgängig gemacht. Es wurde das ursprüngliche Aussehen des Ziegelbaus wiederhergestellt. 1992 erfolgte eine Restaurierung des gesamten Innenraums, einschließlich der Rekonstruktion der einstigen Ausmalung. Ein in neugotischer Manier gestalteter Volksaltar wurde ebenfalls in diesem Jahr errichtet.
2017 musste das stark beschädigte Turmkreuz von 1878 auf der Turmspitze ersetzt werden. Das neue Kreuz auf einer Turmkugel von 52 cm Durchmesser ist 3,40 Meter hoch, 1,40 Meter breit und hat mit der Kugel ein Gewicht von 35 kg. Kreuz und Kugel bestehen aus Kupfer und sind vergoldet.

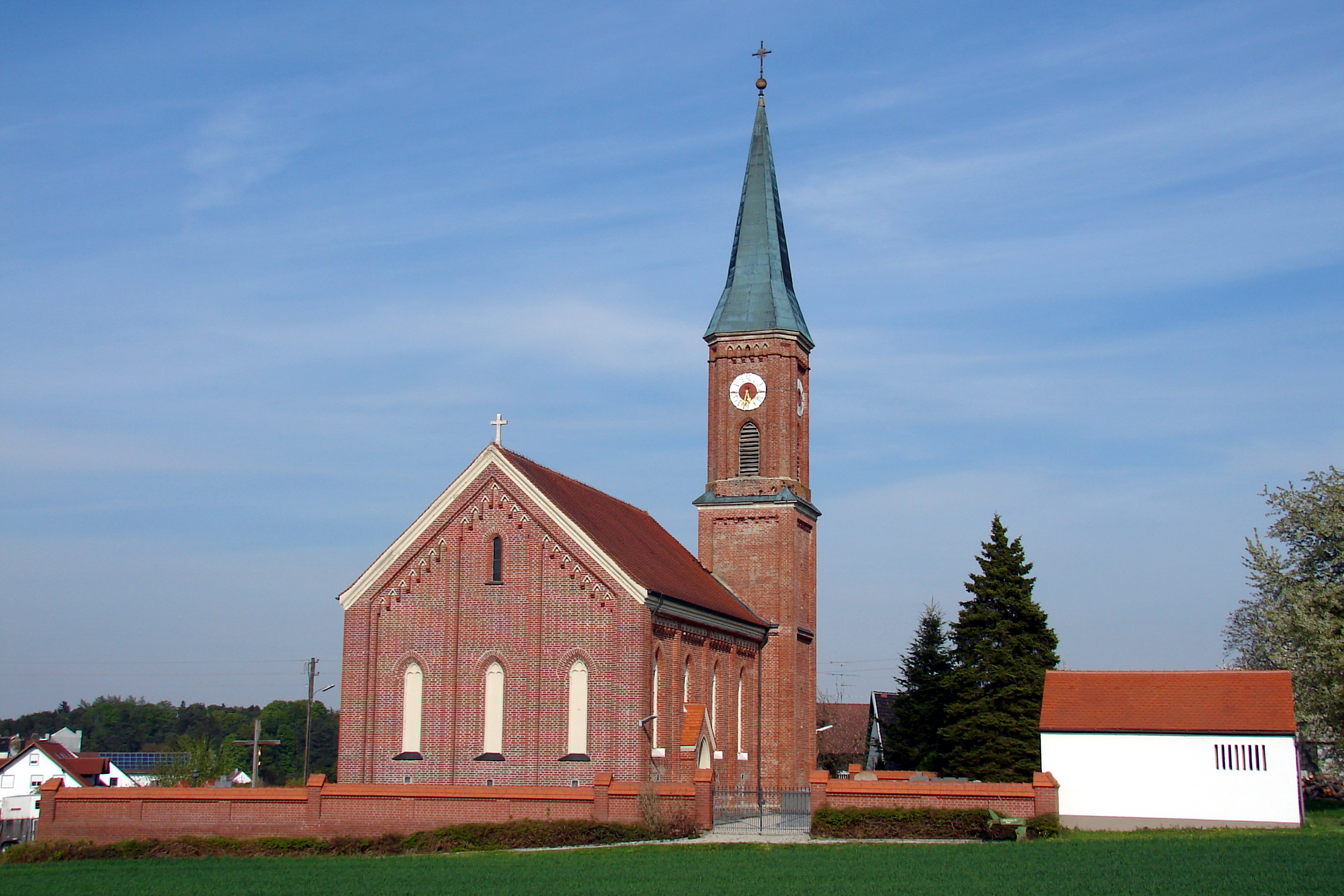
Die Kirche von Westen, 2015
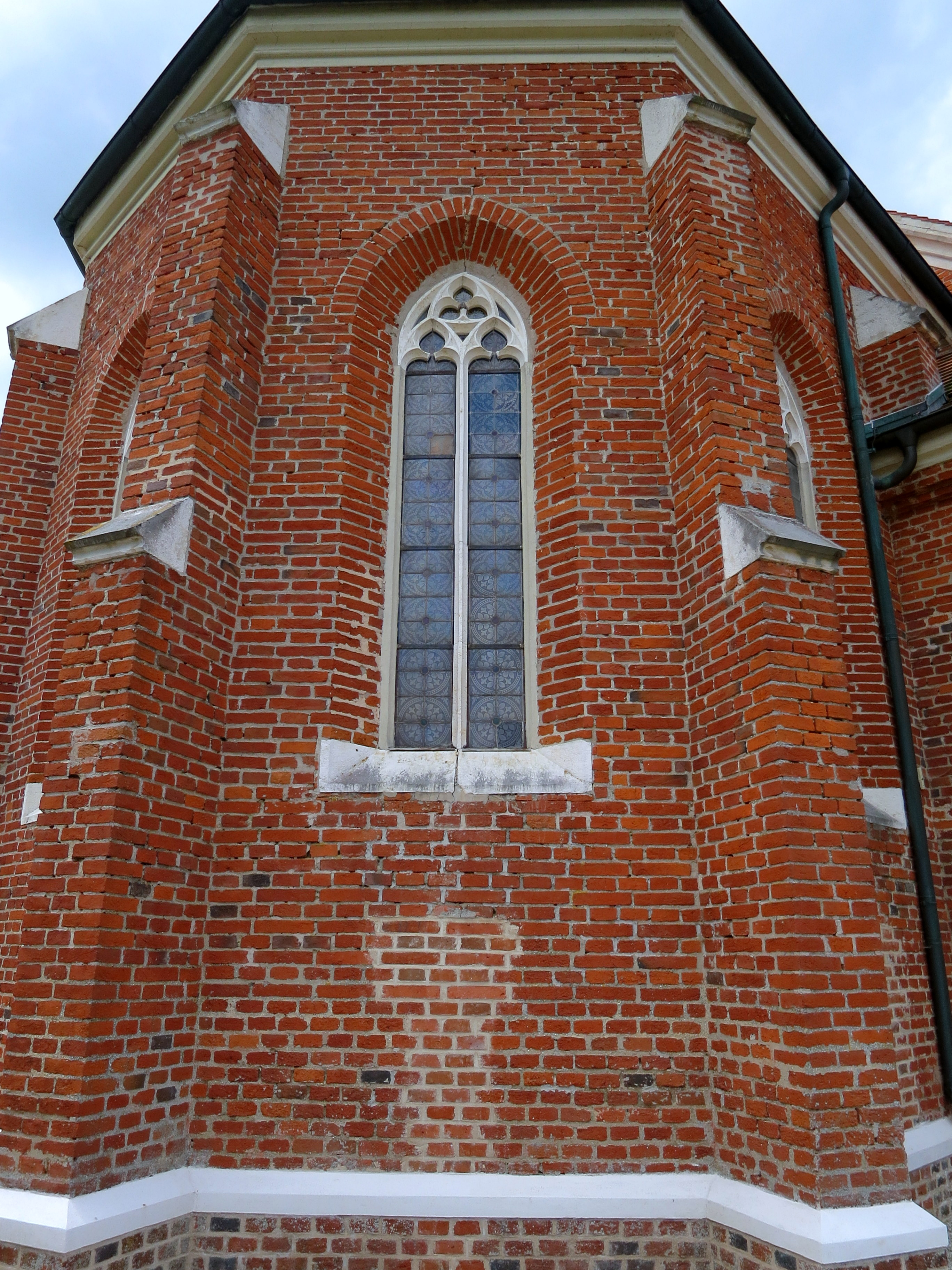
Chorfenster
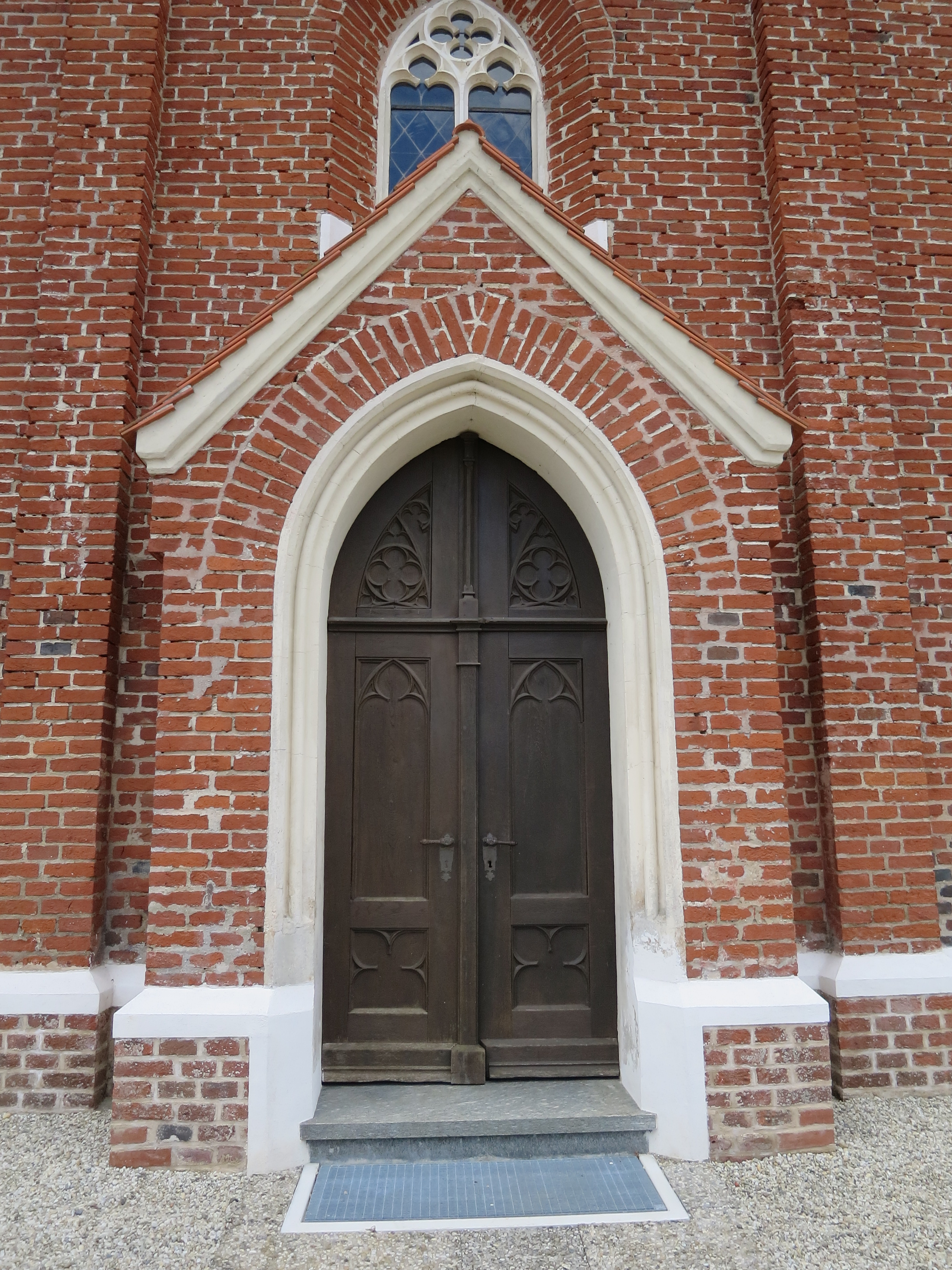
Eingang mit Vorhalle
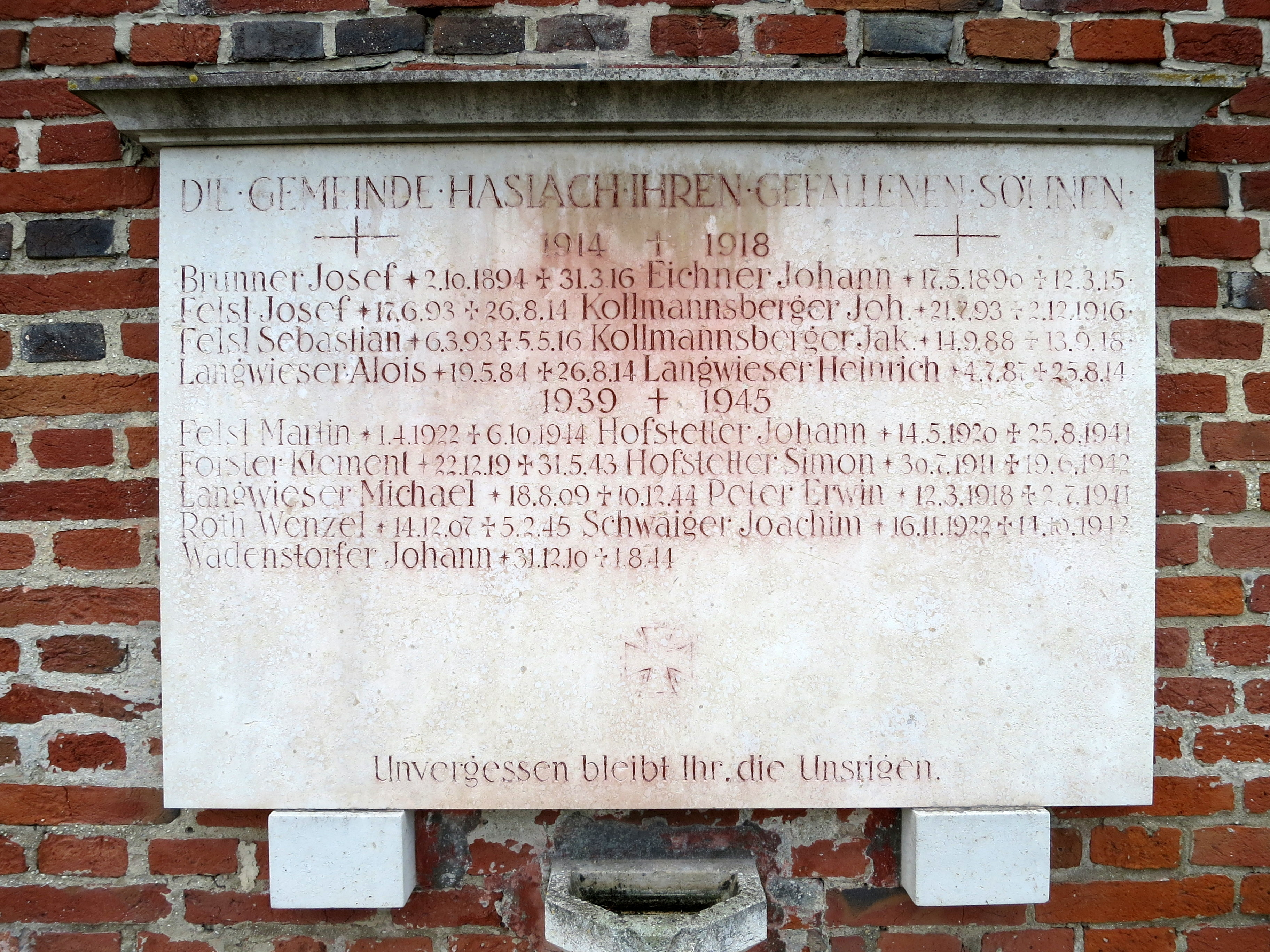
Krieger-Gedenktafel an der Außenseite
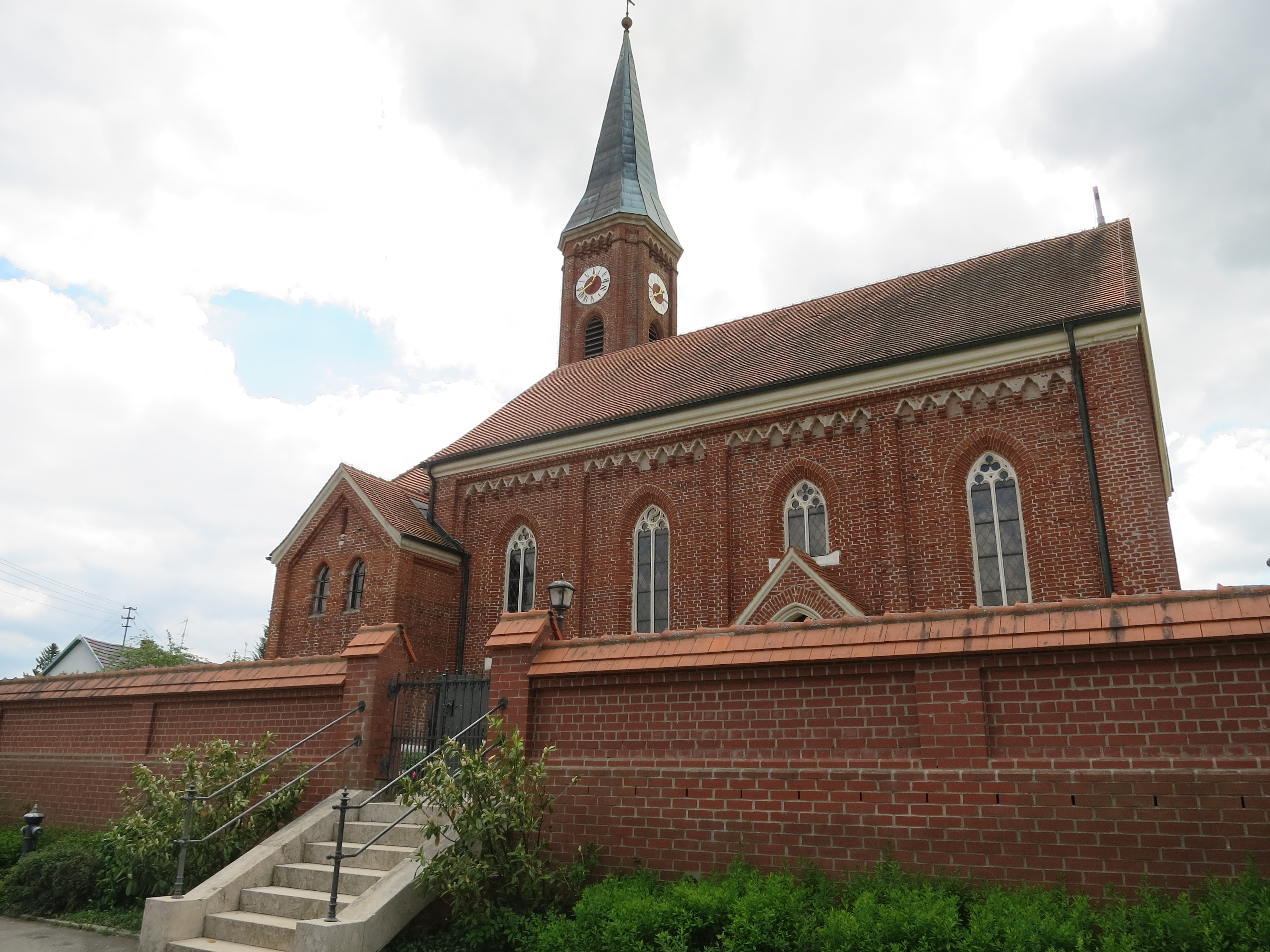
Eingang zum Friedhof

## Glocken
Im 37 Meter hohen Kirchturm mit achtkantigem Spitzhelm hängt ein dreistimmiges Glockengeläut aus Bronze, darunter die historische mittlere Glocke, die 1837 von Johann Frühholz (München) gegossen worden war. Die anderen beiden goss Ludwig Will (Bruckberg Obb.) im Jahr 1949.
- Die Glocke Johannes der Täufer ist die tiefste. Sie hat einen Durchmesser von 1065 mm und schlägt jeweils die vollen Stunden.
- Die Glocke Maria Gloriosa ist die historische. Sie hat einen Durchmesser von 875 mm und schlägt jeweils zur Viertelstunde.
- Die Glocke Heiliger Josef ist die kleinste. Sie hat einen Durchmesser von 805 mm und klingt am höchsten.

## Ausstattung

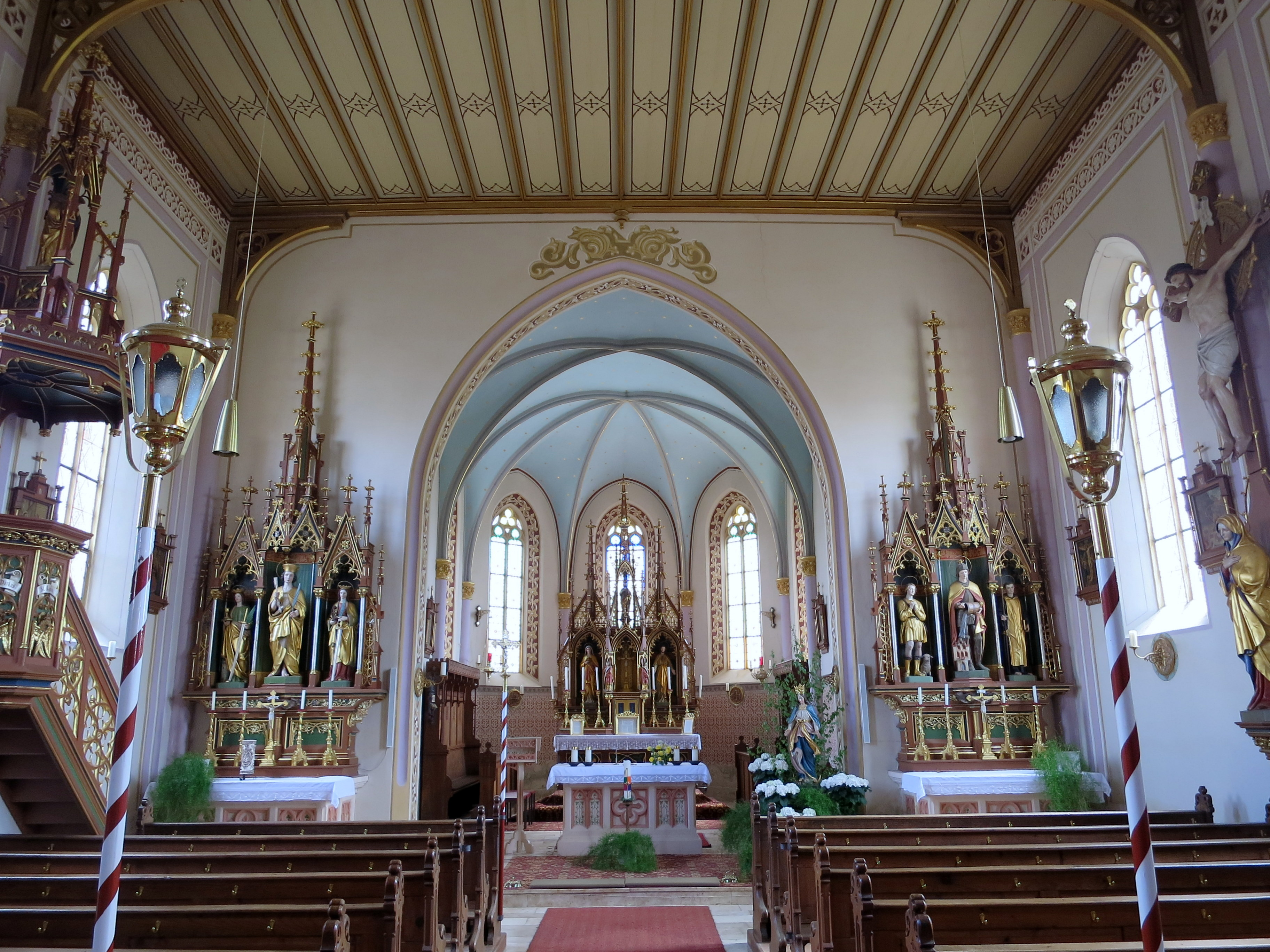
Blick zum Hochaltar – das Langhaus

Die Ausstattung ist von einheitlich neogotischer Prägung. Malereien und Altäre stammen im Wesentlichen aus der Zeit um 1877 und wurden von Michael Mayer und Paul Weiss aus Landshut geschaffen. Der eingezogene Chor mit Rippengewölbe ist neugotisch ausgemalt. Die Altäre sind eine Art Ensemble, da sie auf gleiche Weise gebaut und gefasst sind und schöne Heiligenfiguren enthalten. Eine qualitätvolle spätnazarenische Skulpturengruppe ist das Wandkreuz mit Korpus an der südlichen Langhauswand, unter dem eine Mater Dolorosa steht. Auch die Kanzel passt gut zur übrigen Ausstattung, die von der Empore und der Holzdecke in Kassettenform mit Schablonenmalerei harmonisch ergänzt wird.
Die 14 Stationen des Kreuzwegs werden durch Tafelbilder in nachbarockem nazarenischem Stil in neogotischen Rahmen dargestellt. Möglicherweise stammen sie aus der Vorgängerkirche.

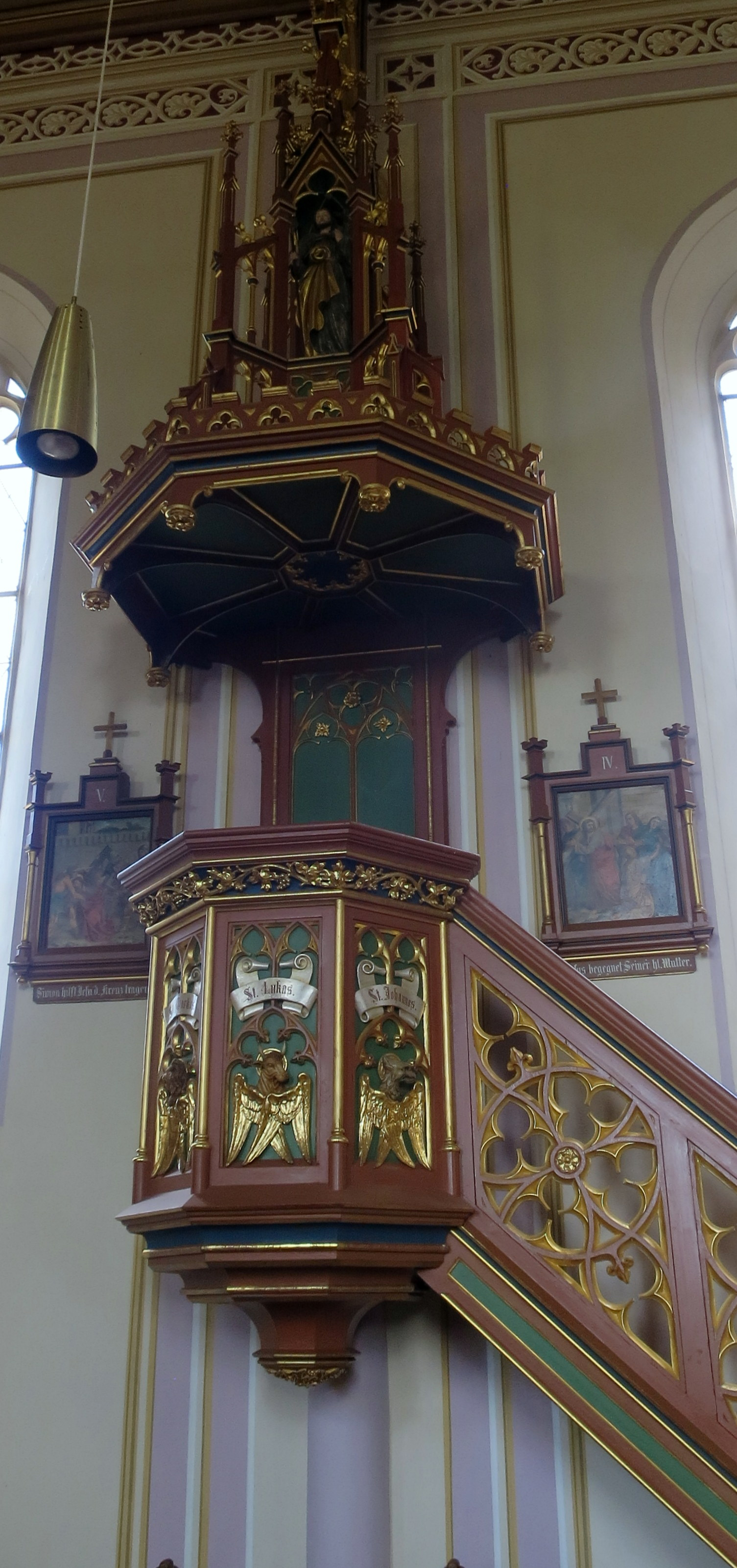
Die Kanzel
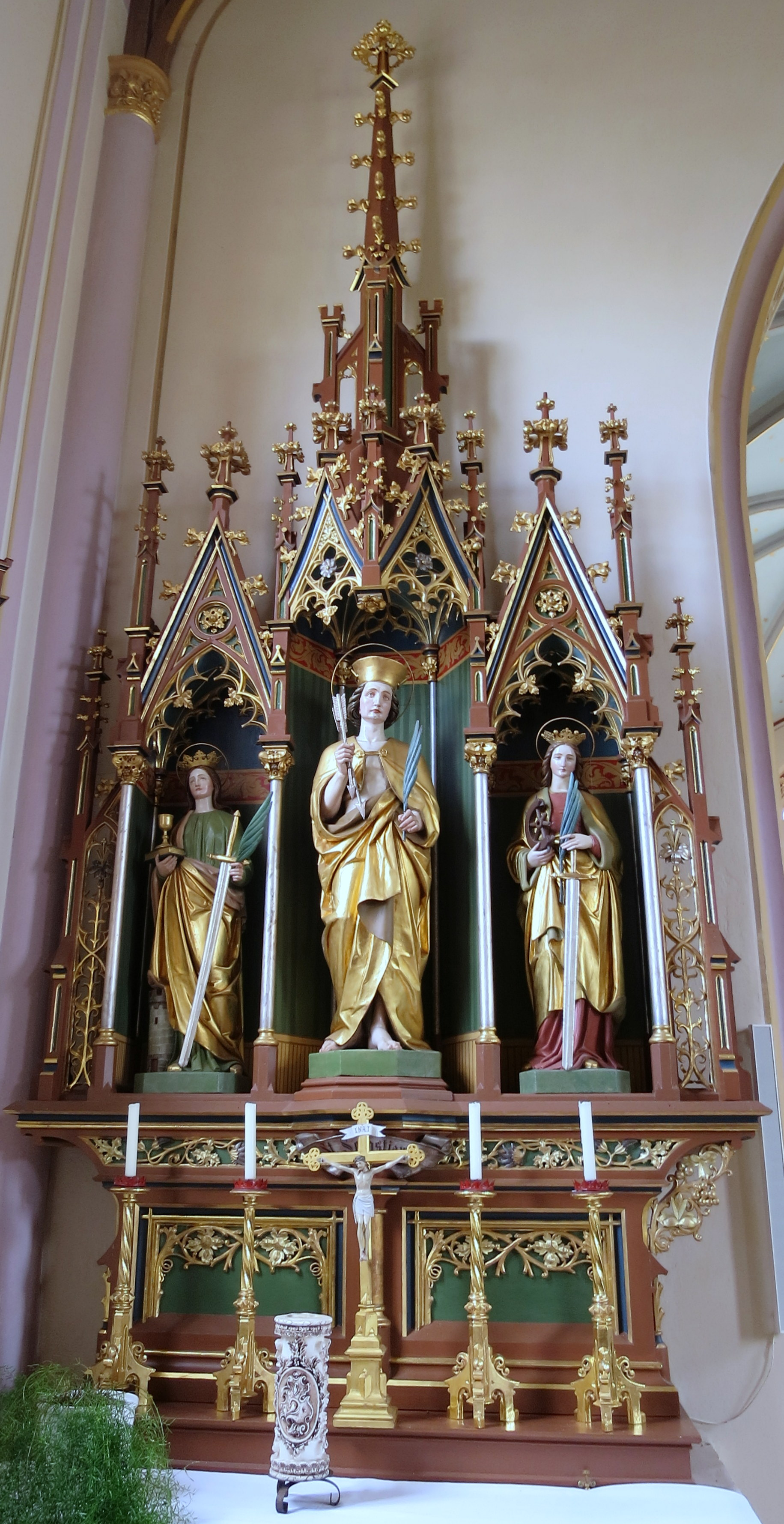
Linker Seitenaltar
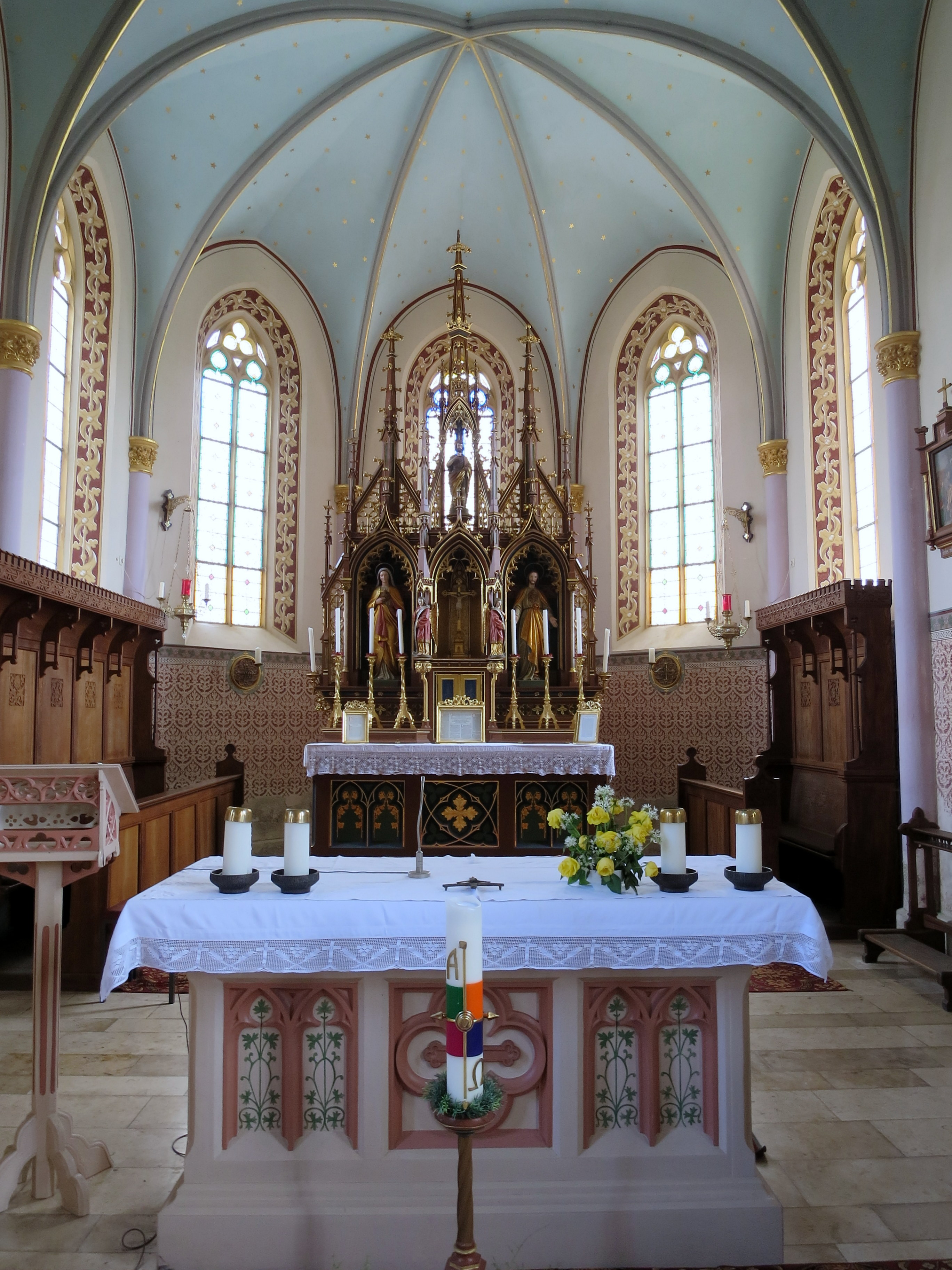
Chor mit Hauptaltar
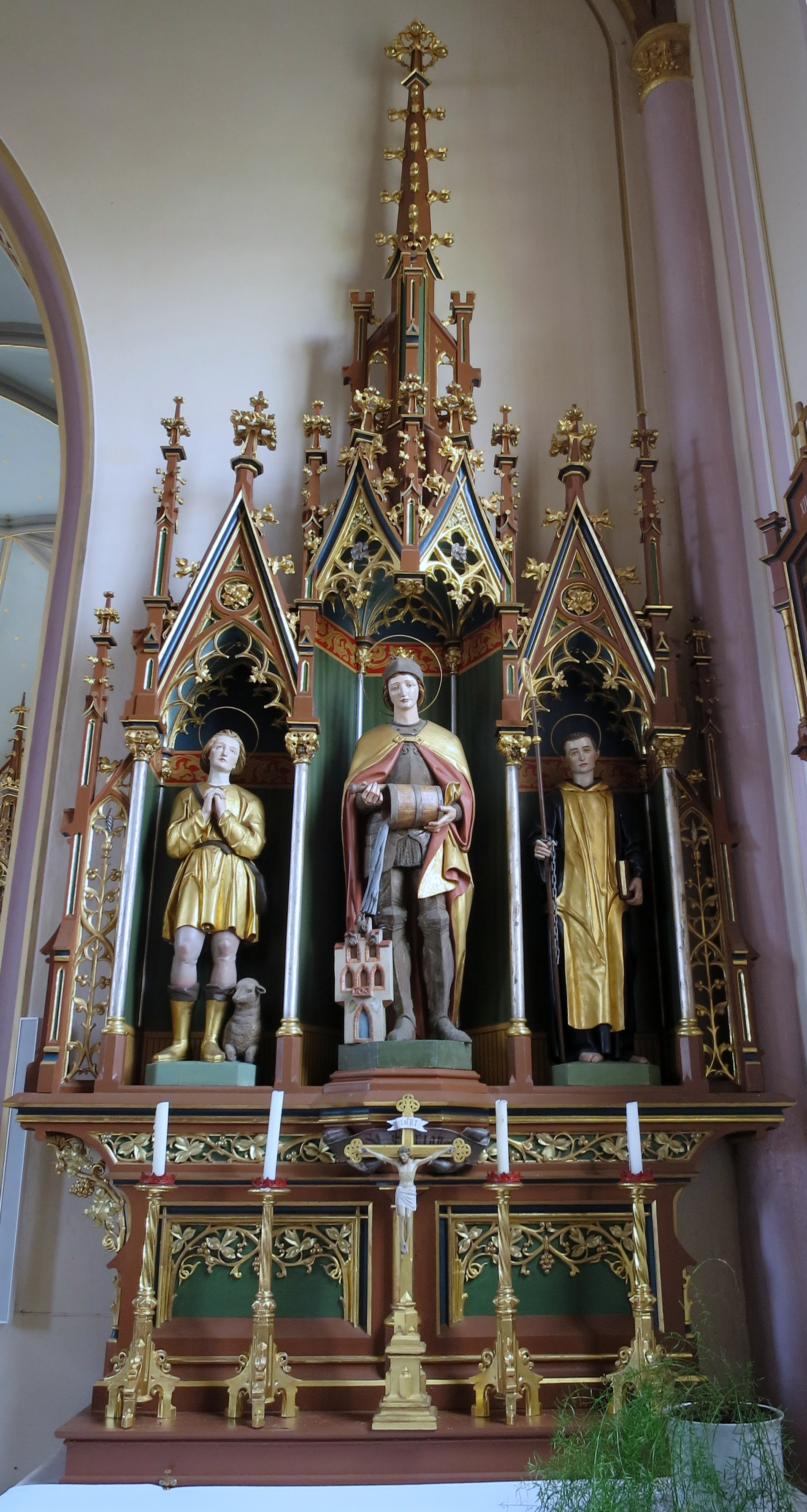
Rechter Seitenaltar
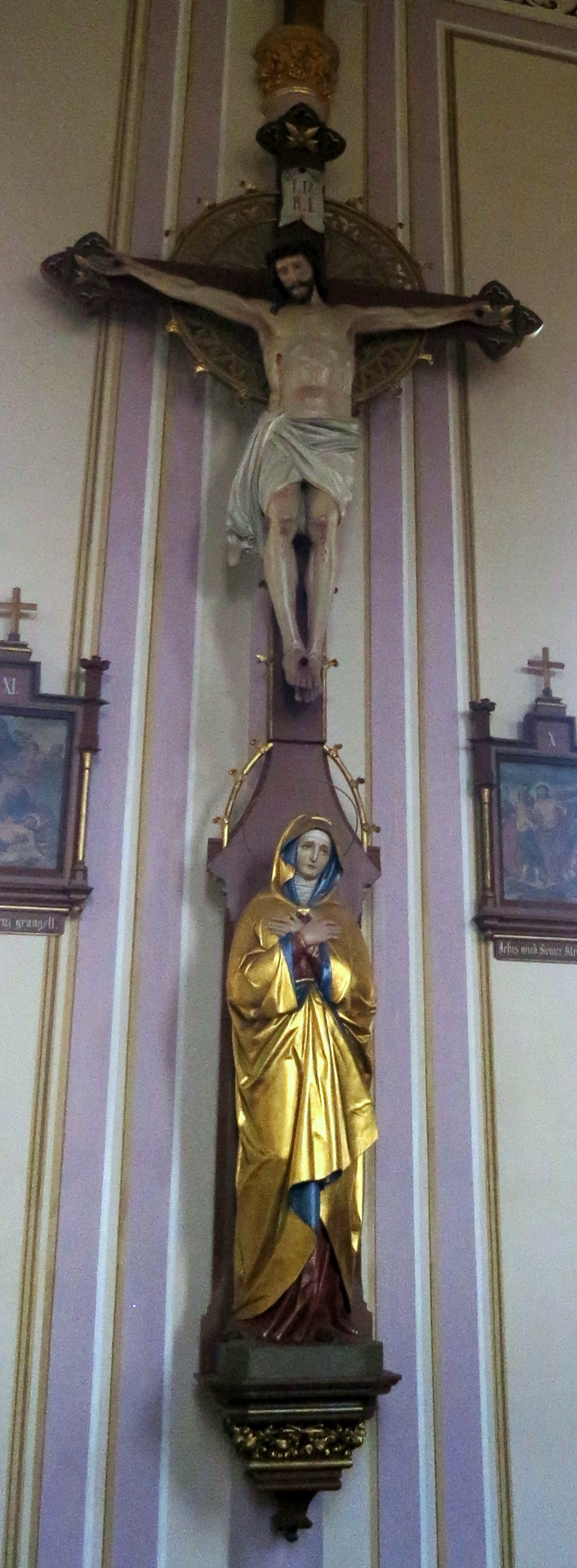
Kreuzgruppe